# Арендонк
Арендонк (нидерл. Arendonk) — посёлок и коммуна в Бельгии, в провинции Антверпен Фламандского региона. По статистическим данным от 1 января 2006 года, население коммуны — 12 215 человек.
Общая площадь — 55,38 км², плотность населения — 221 чел./км².